# Aue (Sachsen)
Aue er en by i Erzgebirge ved floden Schwarzwassers udmunding i Zwickauer Mulde. Byen er efter Kreisreformen i 2008, en del af Erzgebirgskreis. Før var den administrationsby i den daværende Landkreis Aue-Schwarzenberg.
Byen var centrum for maskinfabrikker og fremstilling af bestik i tiden under DDR, og til 1991 hovedleverandør af uran til det sovjet- tyske aktieselskab SDAG Wismut. Nu er byens befolkning hovedsageligt beskæftiget i turisterhverv.
Byen Aue ligger i en dalkedel i Erzgebirge, omgivet af skovklædte bjerge.
Aue er opdelt i følgende bydele og bebyggelser Alberoda, Auerhammer, Brünlasberg, Eichert, Neudörfel, Niederpfannenstiel og Zelle (i daglig tale "Zeller Berg").
Aue grænser til kommunerne Bad Schlema, Bernsbach, Bockau, Zschorlau og byerne Lauter/Sa., Lößnitz, Schneeberg og Hartenstein i Landkreis Zwickauer Land.

## Historie
Melchior Lotter (1470–1549), bogtrykker og forægger er født i Aue; Lotter udgav den første dansksprogede udgave af Det Nye Testamente, i 1524 oversat fra latin: «Thette ere thet Nøye testamenth paa danske ret effter latinen vdsatthe.»